# Orok
L'orok, també conegut com a llengua uilta o ulta, és una llengua manxú-tungú del grup meridional parlada a Sakhalín pels uiltes, i es troba en perill d'extinció. El nombre exacte de parlants és desconegut, amb un cens fet a Rússia l'any 2002 indicant que 346 s'identificaven com a uiltes, però fonts més recents indiquen que el nombre de parlants és més aviat proper a 64 a Poronaisk i Nogliksk, a més d'un nombre baix d'habitants a Hokkaido, dels quals hi ha aproximadament 3 parlants.

## Història
Article principal: Llengües manxú-tungús
La primera monografia en documentar la llengua fou la d'A. Nakanome en 1917, però no fou fins al treball del lingüísta japonés Jiro Ikegami que es va crear un mode d'escriure la llengua pròpiament. Aquest projecte d'escriptura va ser recolzat per l'Institut d'Estudis Lingüístics de Rússia el 1993. La majoria de documents sobre la llengua orok pertanyen a l'organització japonesa Societat per la Preservació de la Cultura i Folklore del Nord, i, segons les fonts, a l'arxiu de la "família Sem" a St. Petersburg hi roman un diccionari d'orok junt a diversos documents populars encara sense publicar.
La presència de parlants d'orok a Hokkaido és recent i molt escassa, doncs sols foren traslladats a l'illa després de la Segona Guerra Mundial. Actualment la llengua orok té poc reconeixement legal, amb voluntaris que ensenyen la llengua  al poblat Val de Nogliksk a Sakhalín. J. Ikegami i I.Y. Fedayaeva escrigueren un llibre sobre la llengua, però mai no s'ha publicat. El 1991 va ser introduïda al currículum de la Universitat de St. Petersburg la classe ‘’La llengua orok" per A.I. Hertsen.

### Sociolingüística
La població gairebé no fa ús de la llengua uilta. S'utilitza pels joves en determinades ocasions per comunicar-se amb persones grans, i els uiltes de 40-50 anys tenen un domini moderat de la llengua. Sols la generació més vella sembla queixar-se de la manca de possibilitats per parlar la seua llengua, especialment quan romanen a la taigà amb els rens per períodes extensos.

## Característiques
Com la resta de llengües manxú-tungús, l'orok presenta l'harmonia vocal, la qual es classifica en palatal i labial, i és una llengua aglutinant, amb reduplicacions usuals i formació de paraules. L'inventari vocal de la llengua uilta conté 17 sons vocàlics diferenciats i 18 consonants les quals es diferencien segons on es col·loquen dins la boca. Els substantius no tenen ni gènere ni es categoritzen en animat o inanimat, però hi ha declinacions per a les paraules segons siguen simples o possessives, amb 9 i 10 casos gramaticals respectivament.

## Classificació
Tot i que la classificació d'aquestes llengües no està gens clara, segons la classificació de Janhunen exposada pel doctor en lingüística comparativa de l'Universitat de Zúric Andreas Hölzl, l'orok forma part del grup meridional de les llengües manxú-tungús, més específicament pertany a la família nanàica, formada per llengües com el nanai, el kili, el kilen, i dins d'aquesta, pertany a la sub-famlia ultxàica, sent la llengua més propera a l'orok la llengua ultxa.